# 霍华德·米尔德伦
霍华德·米尔德伦（英語：Howard Mildren，？—？），澳大利亚男子草地滚球运动员。他曾代表澳大利亚参加1938年大英帝国运动会草地滚球比赛，联同珀西·赫顿获得双人银牌。